# Redukovaná gramatika
Redukovaná gramatika je taková gramatika, která je bez nedosažitelných neterminálů a kde každý neterminál má konečný rozvoj, tj. každý neterminál A gramatiky lze přepsat na řetězec terminálních symbolů.

## Definice
Gramatika G je redukovaná, pokud každý neterminální symbol A vyhovuje podmínkám
- {\displaystyle S\longrightarrow w_{1}Aw_{2}},
- existuje-li {\displaystyle x\in L(G)}, že {\displaystyle w_{1}Aw_{2}\longrightarrow x}.

kde {\displaystyle w_{1},w_{2}} jsou libovolné řetězce.
Gramatiku G nazveme nejednoznačnou, pokud existuje řetězec {\displaystyle x\in L(G)}, pro který existují dva různé způsoby odvození. Jinak nazveme gramatiku jednoznačnou.

## Příklad redukované gramatiky
Mějme gramatiku {\displaystyle G=(N,\Sigma ,P,S)} definovanou množinami
{\displaystyle N=\{S,A\}\,\!}
{\displaystyle T=\{a,b\}\,\!}
{\displaystyle P=\{S\longrightarrow aAa,A\longrightarrow bAb,A\longrightarrow a\}},
potom řetězec {\displaystyle x=abbabba\in T} je větou jazyka L(G), protože platí
{\displaystyle S\longrightarrow aAa\longrightarrow abAba\longrightarrow abbAbba\longrightarrow abbabba} a tedy {\displaystyle S\longrightarrow x}.
Z toho je vidět, že jazyk generovaný danou gramatikou je
{\displaystyle L(G)=\{x|x=ab^{n}ab^{n}a,n=0,1,2...\}}.
Zároveň vidíme, že gramatika je redukovaná, protože všechna přepisovací pravidla jsou typu {\displaystyle S\longrightarrow w_{1}Aw_{2}}. Gramatika je jednoznačná, protože existuje pouze jeden způsob jak vygenerovat x.

## Příklad neredukované gramatiky
Nechť {\displaystyle G=(N,\Sigma ,P,S)} je gramatika definovaná množinami
{\displaystyle N=\{S,A\}\,\!}
{\displaystyle T=\{0,1\}\,\!}
{\displaystyle P=\{S\longrightarrow 01,S\longrightarrow 0S1,S\longrightarrow A,S\longrightarrow 1S0,S\longrightarrow SS\}},
G je nejednoznačná, protože větu 0101 lze odvodit dvěma různými způsoby
- {\displaystyle S\longrightarrow 0S1\longrightarrow 0101}
- {\displaystyle S\longrightarrow SS\longrightarrow 01S\longrightarrow 0101}

G je neredukovaná, protože obsahuje pravidlo {\displaystyle S\longrightarrow A}. Pokud toto pravidlo aplikujeme, nelze již vygenerovat terminální řetězec. Když toto pravidlo z gramatiky odebereme, dostaneme redukovanou gramatiku.